# 美麗花蝴蝶 (專輯)
《美麗花蝴蝶》是美國女歌手瑪麗亞·凱莉的第6張個人錄音室專輯，1997年9月16日由美國哥倫比亞唱片公司全球發行。《美麗花蝴蝶》空降告示牌專輯榜冠軍，成為瑪麗亞·凱莉第4張全美冠軍專輯。並誕生了2首全美冠軍單曲〈甜蜜蜜〉和〈我的一切〉，將瑪麗亞·凱莉的全美冠軍曲累積至13首。《美麗花蝴蝶》在全美銷售突破六白金，全球銷售1300萬張。這張專輯是瑪麗亞·凱莉的音樂生涯與個人形象轉型代表作，她「花蝴蝶」的稱號也自此開始。

## 內容

### 專輯簡介
1997年2月，瑪麗亞·凱莉自創的音樂廠牌Crave Records正式運作，她從歌手、詞曲作者及製作人等身分，晉升為公司老闆。同年5月30日，她宣布與唱片公司總裁湯米·摩托拉分居，結束還不到四年的婚姻生涯。《美麗花蝴蝶》是她成為老闆以及恢復單身後發行的第一張作品，這張專輯一共收錄12首歌曲，其中〈The Beautiful Ones〉一曲是重唱王子專輯《紫雨》中的舊作，其餘的11首歌曲瑪麗亞·凱莉一如既往參與了全部的詞曲創作和製作。此外，時下當紅的黑人歌手吹牛老爹（Puff Daddy）也受邀參與了專輯歌曲〈甜蜜蜜〉和〈崩潰〉的製作。
瑪麗亞·凱莉在《美麗花蝴蝶》中依舊採用大量的黑人流行音樂元素，音樂權威滾石雜誌給了這張專輯三顆星的評價，該雜誌的樂評認為《美麗花蝴蝶》沒有太多新意，瑪麗亞·凱莉和製作團隊不過是在複製〈英雄〉成功的軌跡前進而已。

### 商業成績
婚變的新聞似乎並不影響瑪麗亞·凱莉新專輯的成績，《美麗花蝴蝶》在1997年10月4日依舊空降告示牌專輯榜榜首，雖然僅獲得一週冠軍，但已將瑪麗亞·凱莉全美冠軍專輯累積至第四張。《美麗花蝴蝶》在專輯榜一共停留了55週，全美銷售突破600萬張。《美麗花蝴蝶》在英國專輯榜奪得第2名，是瑪麗亞·凱莉在該榜的首張亞軍專輯。
〈甜蜜蜜〉在1997年9月13日空降告示牌單曲榜榜首並蟬連三週冠軍，成為瑪麗亞·凱莉第12首全美冠軍單曲，該單曲全美銷售突破百萬成為白金單曲。〈我的一切〉在1998年5月23日也登上單曲榜一週冠軍，成為瑪麗亞·凱莉在該榜的第13首冠軍單曲，該單曲銷售依舊成為白金單曲。
〈甜蜜蜜〉和〈我的一切〉在英國單曲榜最高成績分別為第3名和第4名。其它僅在英國發行的單曲〈美麗花蝴蝶〉、〈崩潰〉和〈頂端〉成績分別為第22名、第98名和第87名。

## 樂壇紀錄
〈甜蜜蜜〉為告示牌史上第6首空降冠軍的單曲，這也是瑪麗亞·凱莉繼〈夢幻〉和〈甜蜜一日〉之後第3首空降冠軍單曲，更使她成為史上擁有最多空降冠軍單曲紀錄保持人。
〈我的一切〉成為瑪麗亞·凱莉第13首全美冠軍單曲，這紀錄不僅讓她成為女藝人之首，也同時讓她和麥可·傑克森（Michael Jackson）並列史上第三多冠軍曲的歌手，僅次於貓王（Elvis Presley）的18首和披頭四（The Beatles）的20首。另外也讓她創下自1990年出道以來，連續九年在告示牌單曲榜上都有冠軍曲產生的紀錄。

## 曲目
| 曲序 | 曲目                                        | 词曲 | 製作人                                    | 时长 |
| ---- | ------------------------------------------- | --- | ----------------------------------------- | ---- |
| 1.   | Honey                                       | Mariah Carey, Sean Combs, Kamaal Fareed, Steven Jordan, Stephen Hague, Bobby Robinson, Larry Price, Malcolm McLaren | M. Carey, Sean Combs, Stevie J, The Ummah | 5:00 |
| 2.   | Butterfly                                   | M. Carey, Walter Afanasieff                                                                                         | M. Carey, W. Afanasieff                   | 4:35 |
| 3.   | My All                                      | M. Carey, W. Afanasieff                                                                                             | M. Carey, W. Afanasieff                   | 3:52 |
| 4.   | The Roof                                    | M. Carey, Jean Claude Oliver, Samuel Barnes, Albert Johnson, Kejuan Muchita, Cory Rooney                            | M. Carey, Poke & Tone                     | 5:14 |
| 5.   | Fourth of July                              | M. Carey, W. Afanasieff                                                                                             | M. Carey, W. Afanasieff                   | 4:22 |
| 6.   | Breakdown（featuring Bone Thugs-n-Harmony） | M. Carey, Anthony Henderson, Charles Scruggs, Stevie J.                                                             | M. Carey, Sean "Puffy" Combs, Stevie J.   | 4:44 |
| 7.   | Babydoll                                    | M. Carey, Missy Elliott, C. Rooney, Stevie J.                                                                       | M. Carey, Stevie J.                       | 5:07 |
| 8.   | Close My Eyes                               | M. Carey, W. Afanasieff                                                                                             | M. Carey, W. Afanasieff                   | 4:21 |
| 9.   | Whenever You Call                           | M. Carey, W. Afanasieff                                                                                             | M. Carey, W. Afanasieff                   | 4:21 |
| 10.  | Fly Away (Butterfly Reprise)                | M. Carey, Elton John, Bernie Taupin, David Morales                                                                  | M. Carey, D. Morales                      | 3:49 |
| 11.  | The Beautiful Ones（featuring Dru Hill）    | Prince | M. Carey, C. Rooney                       | 6:59 |
| 12.  | Outside                                     | M. Carey, W. Afanasieff, C. Rooney                                                                                  | M. Carey, W. Afanasieff                   | 4:47 |